# Dorothy Liddell
 (septembre 2022).
Le contenu est difficilement compréhensible vu les erreurs de traduction, qui sont peut-être dues à l'utilisation d'un logiciel de traduction automatique.
Dorothy Liddell (1890–1938), archéologue pionnière et mentor de Mary Leakey et Mary Eily de Putron.

## Jeunesse
Née Dorothy Mary Liddell d'Emily Catherine Berry et de son mari John Liddell à Benwell, Angleterre en 1890. Elle est l'un des six enfants nés du couple. Son père est un directeur prospère de la North British and Mercantile Insurance Company et un juge de paix d'abord pour Northumberland et plus tard pour Basingstoke. Il y a trois garçons et trois filles dans la famille. La famille déménage plusieurs fois et, en 1898, vit à Prudhoe Hall. En 1904, la famille déménage à Sydmonton Cork près de Newbury, puis plus tard en 1908 à Sherfield Manor, Basingstoke. La famille est philanthrope et s'intéresse à sa communauté, où qu'elle ait vécu. Ils forment une famille très unie. Liddell est connue sous le nom de Dolly et Tabitha dans sa famille. Tabitha est un personnage qu'elle a interprété pour divertir les soldats convalescents qui séjournent au Sherfield Manor lorsqu'il est utilisé comme hôpital pendant la Première Guerre mondiale. Liddell est infirmière à l'hôpital et après la mort de son frère Aidan, récipiendaire de la Croix de Victoria, et la fermeture de l'hôpital, elle rejoint la croix rouge à La Panne et y travaille jusqu'à la fin de la guerre. Elle reçoit un MBE pour son service .

## Carrière
Liddell est élevée avec l'éducation typique de l'époque, enseignée par des gouvernantes et des tuteurs. Elle est capable de bien jouer au violon et est une débutante, présentée à la Cour. Bien qu'elle soit une archéologue réputée, elle n'a pas pu suivre une formation formelle en archéologie. Cependant, elle devient une figure importante de l'archéologie britannique. Elle travaille pour les fouilles de Windmill Hill, Avebury de 1925 à 1929, où elle est la première à reconnaître l'utilisation d'os d'oiseaux pour décorer la poterie néolithique. Ce site a une influence significative sur la perception de la vie néolithique. Liddell découvre la jeune Leakey et travaille d'abord avec elle pendant trois étés, puis la forme pendant quatre ans. Ensemble, ils travaillent sur le site de Hembury dans le Devon, où Liddell découvre une entrée encadrée qui mène à une enceinte qui a été détruite par un incendie. Elle découvre également plus de poterie correspondant à d'autres endroits comme Fort Harrouard en France et d'autres sites de l'âge du fer. Son travail est toujours cité dans d'autres articles à ce sujet,,,,,,,,,,,,, .
Alexander Keiller prononce un discours lors de l'ouverture du musée Alexander Keiller à Avebury peu après la mort de Liddell, où il rend hommage à son travail. Liddell est décédée prématurément et est enterrée avec ses parents et son frère près de l'église du Saint-Esprit à Basingstoke.

## Ouvrages
- Notes on two excavations in Hampshire, 1931
- Report on the excavations at Hembury Fort, Devon 1930-1935, 1935